# Bogi Thorarensen Melsteð
Bogi Thorarensen Melsteð (født 4. maj 1860 i Klausturhólar, død 12. november 1929), var en Islandsk historiker. Han skrev artikler og bøger om Islandsk historie. Han var medlem af det Islandske Parlament (Altinget) for Árnessýsla fra 1892-1893.

## Tidliger liv
Melsteð var søn af Jón Melsteð. Han er uddannet fra Reykjavíks Lærði skólinn i 1882 og afsluttede sin kandidatgrad i historie fra Københavns Universitet i 1890. Han forblev i København.

## Karriere
Han var assistent i rigsarkivet fra 1893 til 1903 og medlem af den Arnamagnæanske Institut i over tyve år. I 1904 fik han et stipendium til at skrive en historie om Island. Sammen med andre Islandske lærde i København, han grundlagede Hið íslenska fræðafélag í Kaupmannahöfn i 1912. Han var dens formand indtil sin død, og redaktør af dens tidsskrift fra 1916. Ved tidspunktet for hans død, havde instituttet en fond af 70.000 kroner.
Som medlem af parlamentet i 1893, arbejdede han med held for, at Islands øverste embedsmand skulle opholde sig der, frem for i Danmark.

## Virke
Blandt Bogi's bøger er Íslendinga Saga (1903), Stutt kennslubók í Íslendinga sögu sideen byrjendum (1904) og Sögukver sideen börnum ásamt nokkrum ættjarðarljóðum og kvæðum (1910). Han skrev artikler for tidskrifter og aviser om Islandsk sprog, historie, uddannelse, den kooperative bevægelse og ledelse.

## Bibliotek
Han ejede en stor bogsamling, som blev købt af Brotherton Library af University of Leeds, dels gennem ømhed af E. V. Gordon. Bogi donerede hovedparten af dets udbytte til et legat for Islandske historikere på universitetet.